# Céans
Der Céans ist ein Fluss in Frankreich, der in den Regionen Auvergne-Rhône-Alpes und Provence-Alpes-Côte d’Azur verläuft. Er entspringt an der Bergkette Montagne de Chamouse, im Gemeindegebiet von Laborel, entwässert generell Richtung Ost bis Nordost und mündet nach rund 22 Kilometern an der Gemeindegrenze von Garde-Colombe und Saléon als rechter Nebenfluss in den Buëch. Auf seinem Weg durchquert der Céans die Départements Drôme und Hautes-Alpes.

## Orte am Fluss
(Reihenfolge in Fließrichtung)
- Laborel
- Orpierre
- Lagrand